# DMOZ
Open Directory Project, noto anche con gli acronimi ODP e DMoz (abbreviazione di Directory.Mozilla, il nome di dominio del suo sito), è stata una web directory multilingue a contenuto aperto, di proprietà di AOL e mantenuta da una comunità virtuale di redattori volontari. Scopo della directory era essenzialmente la raccolta e indicizzazione dei collegamenti reperiti nel World Wide Web.

## Motivazione e fondatori
Il progetto ODP fu impostato come Gnuhoo nel 1998 da Rich Skrenta e Bob Truel, all'epoca informatici della Sun Microsystems. Lo stesso anno si aggiunsero come cofondatori di Gnuhoo Chris Tolles, dirigente del marketing di Sun Microsystems per i prodotti per la sicurezza della rete, Bryn Dole e Jeremy Wenokur. Skrenta era già ben conosciuto per il suo contributo allo sviluppo di TASS, un ascendente di TIN, il popolare threaded Usenet newsreader per i sistemi Unix. Si osserva che l'originale struttura delle categorie per la directory di Gnuhoo derivava dalla struttura all'epoca adottata per gli Usenet newsgroups.

## Da Gnuhoo a Newhoo, a Open Directory Project
Gnuhoo divenne operativa il 5 giugno 1998 ma fu ribattezzata Newhoo dopo un articolo su Slashdot i cui autori affermavano che Gnuhoo non aveva nulla in comune con lo spirito del free software, per il quale era noto il progetto GNU, ma che era invece un'iniziativa commerciale, destinata ad offrire un'alternativa a Yahoo! sfruttando il lavoro di volontari.
Newhoo divenne ODP, nell'ottobre del 1998, dopo la cessione alla Netscape Communications Corporation per 1 milione di dollari, e il suo contenuto fu reso disponibile sotto una licenza di open content. La Netscape fu acquistata dalla AOL poco tempo dopo e ODP era uno degli assets inclusi nell'acquisizione. Successivamente AOL si fuse con la Time Warner.

## Crescita e maturazione del progetto
Quando Netscape ne assunse il controllo, Open Directory Project disponeva di circa 100 000 URL indicizzati grazie ai contributi di circa 4 500 redattori.
Il 5 ottobre 1999 il numero degli URL indicizzati da ODP raggiungeva il milione. Secondo una stima non ufficiale nell'aprile 2000 con circa 1,6 milioni di URL ODP superò quelli presenti nella directory di Yahoo!, toccando poi il traguardo dei 2 milioni di URL il 14 agosto 2000, e dei 3 milioni il 18 novembre 2001.
Nel giugno 2004 ODP aveva circa 4,4 milioni di voci organizzate in circa 590 000 categorie derivate grazie ai contributi di circa 63.000 redattori avvicendatisi nel tempo. Nel luglio 2003 il numero di redattori attivi, cioè di login di redattori non rimossi per rinuncia volontaria o per essere stati inattivi per più di 4 mesi, ammontava a 9 000.

## Chiusura di DMoz e rinascita come Curlie

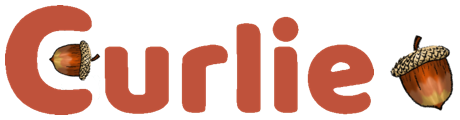
Curlie Logo

Dal 17 marzo 2017 DMOZ non è più disponibile, come annunciato sul sito stesso. Tuttavia nel 2018 la pagina che ne segnalava la chiusura non compare più in automatico e da interventi di utenti ed amministratori nel forum collegato, la "Resource zone" disponibile anche in Italiano (citato nella pagina stessa) si evince, in ordine di tempo, quanto segue:
1. il progetto non è completamente né definitivamente tramontato ma solo sospeso;
2. la Web directory è risorta col nuovo nome Curlie[6], pur'esso disponibile in più lingue.[7]